# Новак Олександр Валентинович
Олександр Валентинович Новак (рос. Алекса́ндр Валенти́нович Но́вак, нар. 23 серпня 1971 року, Авдіївка, Донецька область, Українська РСР, СРСР) — російський політичний діяч українського походження. Заступник голови уряду Російської Федерації з 10 листопада 2020 року.
Міністр енергетики Російської Федерації (з 21 травня 2012 по 9 листопада 2020 року).

## Життєпис
Народився 23 серпня 1971 в м. Авдіївка.
Навчався у школі № 23 Норильська.

### Освіта
1993 — Норильський індустріальний інститут, «економіка та управління в металургії».
2009 — Московський державний університет імені Ломоносова, «менеджмент».

## Кар'єра
1988—1997 — апаратник — гідрометалург 1 розряду, технік-технолог, економіст (стажер), економіст, начальник фінансового бюро бухгалтерії Норильського гірничо-металургійного комбінату ім. Завенягіна.
1997—1999 — начальник відділу, начальник управління, заступник директора з економіки — начальник управління ВАТ «Норільський гірничо-металургійного комбінат ім. А. П. Завенягіна».
1999—2000 — заступник директора з економіки — начальник управління, заступник директора з персоналу — начальник управління ВАТ «Норильская гірська компанія» Заполярна філія.
2000—2002 — заступник голови Норильська з фінансово-економічних питань, перший заступник голови Норильська.
2002—2007 — заступник губернатора Красноярського краю — начальник Головного фінансового управління Адміністрації Красноярського краю.
2007—2008 — перший заступник губернатора Красноярського краю.
2008 — перший заступник губернатора Красноярського краю — Голова Уряду Красноярського краю.
2008—2012 — заступник міністра фінансів Російської Федерації, з 02.10.2008 — член Колегії Мінфіну Росії.
З 21 травня 2012 по 9 листопада 2020 року — Міністр енергетики Російської Федерації.
9 листопада 2020 року прем'єр-міністр Михайло Мішустін вніс до Державної Думи РФ кандидатуру Олександра Новака на посаду віце-прем'єра.
З 10 листопада 2020 року — віце-прем'єр Уряду РФ.

### Політична діяльність на посаді віцепрем'єра
29 грудня 2021 року Олександр Новак заявив, що сертифікацію газопроводу Північний потік - 2 планують завершити максимум до кінця першого півріччя 2022 року. "Із тих графіків щодо термінів сертифікації, про які мені відомо, вона якраз і має завершитися протягом першого півріччя. Кінець першого півріччя - це максимальний термін", - заявив він в інтерв'ю РБК. Новак зазначив, що за зацікавленості європейських колег сертифікацію газопроводу можна провести швидше і почати поставки палива набагато раніше.

## Cанкції
З 24 лютого 2022 року Олександр Новак перебуває під персональними санкціями Великої Британії.
9 червня 2022 року потрапив під персональні санкції України через російське вторгнення як високопоставлений чиновник уряду РФ.
У вересні цього ж року потрапив під санкції США, як посадова особа, що бере активну участь у зусиллях Росії з нарощування виробництва за кордоном.
З 28 жовтня 2022 року за грубе порушення міжнародного миру і безпеки під санкціями Канади.

## Нагороди
2000 року нагороджений Почесною грамотою Міністерства економіки РФ
2007 року оголошено подяку Міністра фінансів РФ
2009 року нагороджений Почесною грамотою Уряду РФ
2010 року нагороджений Почесною грамотою Президента РФ.
2010 року нагороджений орденом Пошани.

## Сім'я
Батько -  Валентин Якович Новак,
Мати - Зоя Миколаївна Новак.
Дружина - Лариса Новак.
Виховують двох дочок. Новак Аліна Олександрівна
Сестра - Прокофьєва / Новак Марина Валентинівна
Племінник - Прокофьєва Кирило Ігорович